# Kunihiro Shibazaki
Kunihiro Shibazaki (japanisch 柴崎 邦博 Shibazaki Kunihiro; * 1. April 1985 in der Präfektur Tokio) ist ein japanischer Fußballspieler.

## Karriere
Shibazaki erlernte das Fußballspielen in der Universitätsmannschaft der Shizuoka-Sangyo-Universität. Seinen ersten Vertrag unterschrieb er 2007 bei Omiya Ardija. Der Verein spielte in der höchsten Liga des Landes, der J1 League. 2008 wechselte er zum Drittligisten Tochigi SC. 2008 wurde er mit dem Verein Vizemeister der Japan Football League und stieg in die J2 League auf. Für den Verein absolvierte er 51 Ligaspiele. Ende 2014 beendete er seine Karriere als Fußballspieler.